# سلاحف النينجا: موتانت ميلي
سلاحف النينجا: موتانت ميلي (بالإنجليزية: Teenage Mutant Ninja Turtles: Mutant Melee)‏ ، ويختصر الإعلان الرئيسي للعبة تي إم إن تي: موتانت ميلي (TMNT: Mutant Melee) ، هي لعبة فيديو إلكترونية من نوع قتال ، وهي الإصدار الأخير لشركة كونامي سنة 2005م ، وتعمل لأنظمة بلاي ستيشن 2 وإكس بوكس وجيم كيوب ومايكروسوفت ويندوز.